# МУВ
МУВ (рос. Модернизированный Упрощённый Взрыватель) — радянський стандартний підривник часів Другої світової війни, створений в 1932 році. Застосовувався в комбінації з запалом МД-2 або МД-5М у протипіхотних мінах натяжної (з Р-подібною чекою) і натискної дії (з Т-подібною чекою): ОЗМ-72, ПОМЗ-2, ПМД-6, сигнальних мінах, мінах-сюрпризах тощо. Випускалися до 1970-х років. З недоліків відзначається велика небезпека в користуванні. Отримав подальший розвиток у підривачах МУВ-2, МУВ-3 і МУВ-4.

## Будова
Підривач складається з таких конструктивних елементів:
- металевий корпус,
- ударник,
- пружина,
- бойова чека,
- запал.

У комплект входить шпилька, за допомогою якої зводять ударник. При бойовому положенні підривника чека вставлена в нижній отвір ударника. При висмикуванні чеки ударник звільняється і під дією пружини наколює капсуль-запальник, ініціюючи його вибух.

## Варіанти
Наступні варіанти МУВ відрізняються від першого наявністю механізму дальнього зведення: після висмикування запобіжної чеки проходить певний час (від 2 до 2,5 хвилин), перш ніж підривник стає на бойовий звід. Це робить дії з МУВ безпечнішими.

### МУВ-2
Відрізняється від МУВ наявністю тимчасового запобіжника (металоелемента), який після висмикування запобіжної чеки втримує ударник у зведеному положенні не менше 2,5 хв, що забезпечує безпеку встановлення. Після висмикування запобіжної чеки в підривника, встановленого в міну, різак під дією пружини перерізає металоелемент. Ударник при цьому переміщається до упору в бойову чеку і підривник переходить у бойове положення.

### МУВ-3
Відрізняється від МУВ-2 тим, що бойова чека має скобу, а втулка виготовлена з пластмаси (дифлона). Скоба збільшує зусилля висмикування бойової чеки до 1,5-6 кгс.

### МУВ-4
На відміну від попередніх версій, механізм дальнього зведення складається з корпусу, металевої втулки, штока, поршня, двох кульок і ковпачка. Порожнина корпусу під поршнем заповнена каучуком.
Після висмикування запобіжної чеки ударник під дією пружини разом зі штоком і поршнем, що є в порожнині з рідким каучуком, переміщається, видавлюючи каучук через кільцевий зазор. При переміщенні ударника зі штоком на 5-8 мм кульки виштовхуються в зазор між втулкою і ударником, звільнений ударник упирається в бойову чеку і підривник переходить у бойове положення.

## Тактико-технічні характеристики
|                                                   | МУВ   | МУВ-2  | МУВ-3  | МУВ-4         |
| ------------------------------------------------- | ----- | ------ | ------ | ------------- |
| Маса спорядженого, г                              | 31    | 43     | 38     | 32            |
| Діаметр корпусу, мм                               | 12,3  | 12,3   | 12,3   | 17            |
| Довжина не спорядженого, мм                       | 74    | 86     | 86     | [уточнити]    |
| Довжин с запалом МД-2, мм                         | 126   | 132    | 132    | [уточнити]    |
| Довжина с запалом МД-5М, мм                       | 120   | 126    | 126    | 113[уточнити] |
| Зусилля висмикування Р-подібної бойової чеки, кгс | 0,5—1 | 0,5—1  | 1,5—6  | 20—25         |
| Зусилля висмикування Т-подібної бойової чеки, кгс | 2—15  | 1,5—10 | 1,5—10 | 30—110        |
| Час дальнього зведення, сек                       | —     | 150    | 150    | 130           |